# Jesper Tolinsson
Jesper Mikael Tolinsson (Göteborg, 28 febbraio 2003) è un calciatore svedese, difensore del Lommel.

## Caratteristiche tecniche
Gioca come difensore centrale.

## Carriera

### Club
Tolinsson è cresciuto nel settore giovanile dell'IFK Göteborg dove ha debuttato il 7 marzo 2020 nell'incontro di Svenska Cupen pareggiato 1-1 contro il Sirius. Il 2 giugno è stato promosso definitivamente in prima squadra e sedici giorni dopo ha esordito anche in Allsvenskan contro il Varberg.
Il 27 ottobre 2020 è stato acquistato dal Lommel, con un contratto valido a partire dal luglio 2021. Ha esordito con il club belga il 15 agosto nell'incontro di Challenger Pro League perso 3-2 contro il Waasland-Beveren. Il 23 agosto 2023 ha fatto ritorno in Svezia per una stagione in prestito all'IFK Norrköping.

### Nazionale
Ha giocato nelle nazionali giovanili svedesi Under-17 ed Under-21.

## Statistiche

### Presenze e reti nei club
Statistiche aggiornate al 27 marzo 2024.
| Stagione        | Squadra         | Campionato      | Campionato | Campionato | Coppe nazionali | Coppe nazionali | Coppe nazionali | Coppe continentali | Coppe continentali | Coppe continentali | Altre coppe | Altre coppe | Altre coppe | Totale | Totale | Totale |
| Stagione        | Squadra         | Comp            | Pres       | Reti       | Comp            | Pres            | Reti            | Comp               | Pres               | Reti               | Comp        | Pres        | Reti        | Pres   | Reti   |        |
| --------------- | --------------- | --------------- | ---------- | ---------- | --------------- | --------------- | --------------- | ------------------ | ------------------ | ------------------ | ----------- | ----------- | ----------- | ------ | ------ | ------ |
| 2020            | IFK Göteborg    | A               | 8          | 0          | CS+CS           | 3+1             | 0               | UEL                | 0                  | 0                  |             | -           | -           | 12     | 0      |        |
| 2021            | IFK Göteborg    | A               | 8          | 0          | CS+CS           | 1+0             | 0               |                    | -                  | -                  |             | -           | -           | 9      | 0      |        |
| 2021-2022       | Lommel          | D2              | 16         | 0          | CB              | 2               | 0               |                    | -                  | -                  |             | -           | -           | 18     | 0      |        |
| 2022-2023       | Lommel          | D2              | 4          | 0          | CB              | 1               | 0               |                    | -                  | -                  |             | -           | -           | 5      | 0      |        |
| 2023            | IFK Norrköping  | A               | 10         | 0          | CS              | 1               | 0               |                    | -                  | -                  |             | -           | -           | 11     | 0      |        |
| gen.-giu. 2024  | Lommel          | D2              | 9          | 0          | CB              | 0               | 0               |                    | -                  | -                  |             | -           | -           | 9      | 0      |        |
| Totale carriera | Totale carriera | Totale carriera | 55         | 0          |                 | 9               | 0               |                    | 0                  | 0                  |             | -           | -           | 64     | 0      |        |